# Marek Židlický
Marek Židlický (* 3. února 1977 Most) je bývalý český hokejový obránce a od června 2023 asistent trenéra české hokejové reprezentace.

## Hráčská kariéra
S profesionální kariérou začínal v Kladně. V roce 1999 přestoupil do IFK Helsinky. V roce 2001 byl draftován týmem NHL New York Rangers. Byl však vyměněn ještě předtím, než stihl odehrát jediný zápas, do týmu Nashville Predators. Ve své premiérové sezóně v NHL (2003/2004) si připsal 53 bodů za 14 gólů a 39 asistencí a stal se nejlepším obráncem klubu. Následující sezónu strávil kvůli výluce NHL opět v IFK Helsinky, poté se vrátil do Nashvillu. Od roku 2008 působil v Minnesotě Wild, odkud byl by roce 2011 vyměněn do New Jersey Devils, kde hrál do roku 2015 (vyjma části sezóny 2012/2013, kdy kvůli výluce pomáhal kladenskému týmu). Během ročníku 2014/2015 přestoupil z New Jersey do Detroitu Red Wings. Po této sezóně se stal hráčem New York Islanders, kde odehrál svůj poslední ročník.
Marek Židlický patřil v letech 2004–2014 k základním pilířům českého hokejového týmu a pomohl vybojovat zlatou medaili na MS 2005.
V červnu 2022 obsadil funkci asistenta trenéra české hokejové reprezentace do 20 let. V září 2022 se spolu s Martinem Havlátem stal generálním manažerem seniorské české hokejové reprezentace, smlouvu podepsal do konce sezóny 2023/2024.
V červnu 2023 se stal asistentem trenéra české hokejové reprezentace.

## Rodinný stav
Je ženatý a má syna Adama (* 2005), který se rovněž věnuje hokeji.

## Ocenění a úspěchy
- 2001 SM-l – Nejlepší střelec na pozici obránce
- 2001 SM-l – Nejproduktivnější obránce
- 2002 SM-l – Nejproduktivnější obránce
- 2003 SM-l – Nejlepší nahrávač na pozici obránce
- 2003 SM-l – Nejproduktivnější obránce
- 2005 MS – All-Star Tým
- 2007 MS – Top tří nejlepších hráčů týmu
- 2007 MS – Top tří nejlepších hráčů týmu
- 2011 MS – All-Star Tým

## Prvenství
- Debut v NHL – 9. října 2003 (Nashville Predators proti Anaheim Ducks)
- První asistence v NHL – 9. října 2003 (Nashville Predators proti Anaheim Ducks)
- První gól v NHL – 11. října 2003 (Nashville Predators brankáři Dallas Stars, brankáři Marty Turco)

## Klubové statistiky
| Sezóna        | Klub                | Soutěž        |     | Základní část | Základní část | Základní část | Základní část | Základní část |   | Play off | Play off | Play off | Play off | Play off |
| Sezóna        | Klub                | Soutěž        | Z   | G             | A             | B             | TM            | Z             | G | A        | B        | TM       |          |          |
| 1994/95       | HC Kladno           | ČHL           | 41  | 3             | 3             | 6             | 0             | —             | — | —        | —        | —        |          |          |
| 1995/96       | HC Poldi Kladno     | ČHL           | 37  | 4             | 5             | 9             | 74            | 7             | 1 | 1        | 2        | 8        |          |          |
| 1996/97       | HC Poldi Kladno     | ČHL           | 49  | 5             | 16            | 21            | 60            | 2             | 0 | 0        | 0        | 0        |          |          |
| 1997/98       | HC Velvana Kladno   | ČHL           | 51  | 2             | 13            | 15            | 121           | —             | — | —        | —        | —        |          |          |
| 1998/99       | HC Velvana Kladno   | ČHL           | 50  | 10            | 12            | 22            | 94            | —             | — | —        | —        | —        |          |          |
| 1999/00       | IFK Helsinky        | SM-l          | 47  | 4             | 16            | 20            | 66            | 9             | 3 | 2        | 5        | 24       |          |          |
| 2000/01       | IFK Helsinky        | SM-l          | 51  | 12            | 25            | 37            | 146           | 5             | 0 | 1        | 1        | 6        |          |          |
| 2001/02       | IFK Helsinky        | SM-l          | 56  | 11            | 29            | 40            | 107           | —             | — | —        | —        | —        |          |          |
| 2002/03       | IFK Helsinky        | SM-l          | 54  | 10            | 37            | 47            | 79            | 4             | 0 | 0        | 0        | 4        |          |          |
| 2003/04       | Nashville Predators | NHL           | 82  | 14            | 39            | 53            | 82            | 1             | 0 | 0        | 0        | 0        |          |          |
| 2004/05       | IFK Helsinky        | SM-l          | 49  | 11            | 20            | 31            | 91            | 5             | 0 | 3        | 3        | 14       |          |          |
| 2005/06       | Nashville Predators | NHL           | 67  | 12            | 37            | 49            | 82            | 2             | 0 | 1        | 1        | 2        |          |          |
| 2006/07       | Nashville Predators | NHL           | 79  | 4             | 26            | 30            | 72            | 5             | 0 | 2        | 2        | 4        |          |          |
| 2007/08       | Nashville Predators | NHL           | 79  | 5             | 38            | 43            | 63            | 6             | 0 | 3        | 3        | 8        |          |          |
| 2008/09       | Minnesota Wild      | NHL           | 76  | 12            | 30            | 42            | 76            | —             | — | —        | —        | —        |          |          |
| 2009/10       | Minnesota Wild      | NHL           | 78  | 6             | 37            | 43            | 67            | —             | — | —        | —        | —        |          |          |
| 2010/11       | Minnesota Wild      | NHL           | 46  | 7             | 17            | 24            | 30            | —             | — | —        | —        | —        |          |          |
| 2011/12       | Minnesota Wild      | NHL           | 41  | 0             | 14            | 14            | 24            | —             | — | —        | —        | —        |          |          |
| 2011/12       | New Jersey Devils   | NHL           | 22  | 2             | 6             | 8             | 10            | 24            | 1 | 8        | 9        | 22       |          |          |
| 2012/13       | Rytíři Kladno       | ČHL           | 25  | 3             | 22            | 25            | 28            | —             | — | —        | —        | —        |          |          |
| 2012/13       | New Jersey Devils   | NHL           | 48  | 4             | 15            | 19            | 38            | —             | — | —        | —        | —        |          |          |
| 2013/14       | New Jersey Devils   | NHL           | 81  | 12            | 30            | 42            | 60            | —             | — | —        | —        | —        |          |          |
| 2014/15       | New Jersey Devils   | NHL           | 63  | 4             | 19            | 23            | 42            | —             | — | —        | —        | —        |          |          |
| 2014/15       | Detroit Red Wings   | NHL           | 21  | 3             | 8             | 11            | 14            | 6             | 0 | 0        | 0        | 4        |          |          |
| 2015/16       | New York Islanders  | NHL           | 53  | 4             | 12            | 16            | 20            | 5             | 0 | 1        | 1        | 4        |          |          |
| Celkem v NHL  | Celkem v NHL        | Celkem v NHL  | 836 | 89            | 328           | 417           | 680           | 49            | 1 | 15       | 16       | 44       |          |          |
| Celkem v SM-l | Celkem v SM-l       | Celkem v SM-l | 257 | 48            | 127           | 175           | 489           | 44            | 1 | 14       | 9        | 48       |          |          |
| Celkem v ČHL  | Celkem v ČHL        | Celkem v ČHL  | 242 | 26            | 70            | 96            | 415           | 20            | 2 | 2        | 4        | 18       |          |          |

## Reprezentace
Premiéra v reprezentaci: 11. dubna 1999, Česko – Slovensko, Liptovský Mikuláš.
| Rok             | Tým             | Soutěž          | Z  | G  | A  | B  | TM |
| --------------- | --------------- | --------------- | -- | -- | -- | -- | -- |
| 1995            | Česko           | MSJ             | 7  | 0  | 2  | 2  | 31 |
| 1996            | Česko           | MSJ             | 7  | 0  | 5  | 5  | 12 |
| 2004            | Česko           | SP              | 5  | 3  | 1  | 4  | 2  |
| 2005            | Česko           | MS              | 9  | 1  | 3  | 4  | 18 |
| 2006            | Česko           | ZOH             | 7  | 4  | 1  | 5  | 16 |
| 2007            | Česko           | MS              | 7  | 1  | 5  | 6  | 6  |
| 2008            | Česko           | MS              | 7  | 1  | 4  | 5  | 6  |
| 2009            | Česko           | MS              | 7  | 0  | 1  | 1  | 6  |
| 2010            | Česko           | ZOH             | 5  | 0  | 5  | 5  | 2  |
| 2011            | Česko           | MS              | 9  | 1  | 4  | 5  | 6  |
| 2013            | Česko           | MS              | 2  | 0  | 0  | 0  | 0  |
| 2014            | Česko           | ZOH             | 5  | 2  | 2  | 4  | 8  |
| Junioři celkově | Junioři celkově | Junioři celkově | 14 | 0  | 7  | 7  | 43 |
| Senioři celkově | Senioři celkově | Senioři celkově | 63 | 13 | 26 | 39 | 70 |